# Роланд (Айова)
Роланд (англ. Roland) — місто (англ. city) в США, в окрузі Сторі штату Айова. Населення — 1362 особи (2020).

## Географія
Роланд розташований за координатами 42°9′59″ пн. ш. 93°30′10″ зх. д. / 42.16639° пн. ш. 93.50278° зх. д. (42.166464, -93.502737).  За даними Бюро перепису населення США в 2010 році місто мало площу 2,81 км², уся площа — суходіл. В 2017 році площа становила 2,99 км², уся площа — суходіл.

## Демографія
Згідно з переписом 2010 року, у місті мешкали 1284 особи в 503 домогосподарствах у складі 354 родин. Густота населення становила 458 осіб/км².  Було 534 помешкання (190/км²).
Расовий склад населення:
| - 98,4 % — білих - 0,3 % — корінних американців - 0,2 % — чорних або афроамериканців - 0,1 % — азіатів |

До двох чи більше рас належало 0,8 %. Частка іспаномовних становила 1,0 % від усіх жителів.
За віковим діапазоном населення розподілялося таким чином: 28,5 % — особи молодші 18 років, 61,5 % — особи у віці 18—64 років, 10,0 % — особи у віці 65 років та старші. Медіана віку мешканця становила 35,9 року. На 100 осіб жіночої статі у місті припадало 96,0 чоловіків;  на 100 жінок у віці від 18 років та старших — 94,1 чоловіків також старших 18 років.
Середній дохід на одне домашнє господарство  становив 77 602 долари США (медіана — 71 705), а середній дохід на одну сім'ю — 85 779 доларів (медіана — 79 306). Медіана доходів становила 49 464 долари для чоловіків та 42 431 долар для жінок. За межею бідності перебувало 4,2 % осіб, у тому числі 4,9 % дітей у віці до 18 років та 0,0 % осіб у віці 65 років та старших.
Цивільне працевлаштоване населення становило 728 осіб. Основні галузі зайнятості: освіта, охорона здоров'я та соціальна допомога — 29,0 %, виробництво — 13,7 %, публічна адміністрація — 9,1 %, роздрібна торгівля — 8,4 %.